# Ainsley Maitland-Niles
Ainsley Maitland-Niles (sinh ngày 29 tháng 8 năm 1997) là một cầu thủ bóng đá chuyên nghiệp người Anh chơi ở vị trí tiền vệ cánh, hậu vệ cánh hoặc tiền vệ trung tâm cho câu lạc bộ Lyon tại Ligue 1. Ainsley từng được triệu tập lên đội tuyển bóng đá quốc gia Anh vào năm 2020.

## Thống kê sự nghiệp
Tính đến ngày 5 tháng 11 năm 2020
| Câu lạc bộ          | Mùa giải            | Premier League      | Premier League | Premier League | FA Cup | FA Cup | EFL Cup | EFL Cup | Châu Âu | Châu Âu | Khác | Khác | Tổng cộng | Tổng cộng |
| Câu lạc bộ          | Mùa giải            | Hạng                | Trận           | Bàn            | Trận   | Bàn    | Trận    | Bàn     | Trận    | Bàn     | Trận | Bàn  | Trận      | Bàn       |
| ------------------- | ------------------- | ------------------- | -------------- | -------------- | ------ | ------ | ------- | ------- | ------- | ------- | ---- | ---- | --------- | --------- |
| Arsenal             | 2014–15             | Premier League      | 1              | 0              | 1      | 0      | 0       | 0       | 1       | 0       | 0    | 0    | 3         | 0         |
| Arsenal             | 2016–17             | Premier League      | 1              | 0              | 3      | 0      | 3       | 0       | 0       | 0       | —    | —    | 7         | 0         |
| Arsenal             | 2017–18             | Premier League      | 15             | 0              | 1      | 0      | 3       | 0       | 9       | 0       | 0    | 0    | 28        | 0         |
| Arsenal             | 2018–19             | Premier League      | 16             | 1              | 2      | 0      | 2       | 0       | 10      | 1       | —    | —    | 30        | 2         |
| Arsenal             | 2019–20             | Premier League      | 20             | 0              | 5      | 0      | 1       | 1       | 6       | 0       | —    | —    | 32        | 1         |
| Arsenal             | 2020–21             | Premier League      | 4              | 0              | 0      | 0      | 2       | 0       | 2       | 0       | 1    | 0    | 9         | 0         |
| Arsenal             | Tổng cộng           | Tổng cộng           | 57             | 1              | 12     | 0      | 11      | 1       | 28      | 1       | 1    | 0    | 109       | 3         |
| Ipswich Town (mượn) | 2015–16             | Championship        | 30             | 1              | 2      | 1      | 0       | 0       | —       | —       | —    | —    | 32        | 2         |
| Tổng cộng sự nghiệp | Tổng cộng sự nghiệp | Tổng cộng sự nghiệp | 87             | 2              | 14     | 1      | 11      | 1       | 28      | 1       | 1    | 0    | 141       | 5         |

### Quốc tế
Tính đến ngày 18 tháng 11 năm 2020
| Đội tuyển quốc gia | Năm       | Trận | Bàn |
| ------------------ | --------- | ---- | --- |
| Anh                | 2020      | 5    | 0   |
| Tổng cộng          | Tổng cộng | 5    | 0   |

## Danh hiệu

### Câu lạc bộ
Arsenal
- FA Cup: 2014–15, 2016–17, 2019–20
- FA Community Shield: 2014, 2015, 2017, 2020

AS Roma
- UEFA Europa Conference League: 2021–22

### Quốc tế

#### U-20 Anh
- FIFA U-20 World Cup: 2017